# Amathusia rosieri
Amathusia rosieri är en fjärilsart som beskrevs av Lambertus Johannes Toxopeus 1951. Amathusia rosieri ingår i släktet Amathusia och familjen praktfjärilar. Inga underarter finns listade i Catalogue of Life.